# التسجيل الصوتي

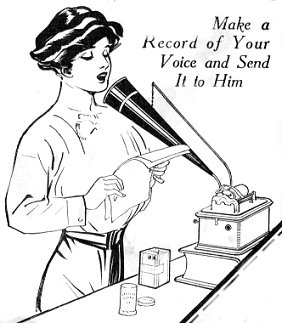
التسجيل الصوتي، سنة 1913

بدأت تجارب التقاط الصوت على وسيط تسجيل للحفظ والاستنساخ جديًا خلال الفترة الصناعية (ثورة القرن التاسع عشر). أُجريت العديد من المحاولات الرائدة لتسجيل الصوت وإعادة إنتاجه خلال النصف الأخير من القرن التاسع عشر -ولا سيما فنانو توجراف سكوت عام 1857- وتوجت هذه الجهود باختراع الحاك بوساطة توماس إديسون في عام 1877. ظهر التسجيل الرقمي في أواخر القرن العشرين ومنذ ذلك الحين ازدهرت شعبية الموسيقى الرقمية [بحاجة لمصدر]وخدمات البث عبر الإنترنت. من بين التغييرات الهائلة والسريعة غالبًا التي حدثت خلال القرن الماضي من التسجيل الصوتي، من الملاحظ أن جهازًا صوتيًا واحدًا مهمًا اختُرع في بداية «العصر الكهربائي»، الذي لم يتغير تقريبًا منذ إدخاله في العشرينات من القرن الماضي: محول الطاقة الكهروضوئي، أو مكبر الصوت. الشكل الأكثر شيوعًا هو مكبر الصوت الديناميكي، وهو ميكروفون ديناميكي في الاتجاه المعاكس. يتكون هذا الجهاز عادةً من غشاء مخروطي ضحل، وعادة ما يكون من مادة صلبة تشبه الورق مطوية بنحو مركز لجعلها أكثر مرونة، ومثبتة بإحكام عند محيطها، مع ملف محرك كهرومغناطيسي ذو ملف متحرك متصل حول قمته. عندما تُغذَّى إشارة صوتية من تسجيل أو ميكروفون أو أداة مكهربة من طريق مكبر للصوت إلى مكبر الصوت، فإن المجال الكهرومغناطيسي المتغير الذي أنشئ في الملف يتسبب في تحركه والمخروط المرفق للخلف وللأمام، وهذه الحركة تولد الصوت. موجات الضغط الترددية التي تنتقل عبر الهواء إلى آذاننا التي تسمعها صوتًا.
رغم إجراء العديد من التحسينات على التكنولوجيا، وإدخال تقنيات أخرى ذات صلة (مثل مكبر الصوت الكهروستاتيكي)، فإن التصميم الأساسي ووظيفة مكبر الصوت الديناميكي لم تتغير كثيرًا خلال 90 عامًا، ولا يزال الأكثر شيوعًا، صوتيًا، لكونه وسيلة دقيقة وموثوقة لتحويل الإشارات الصوتية الإلكترونية إلى صوت مسموع.
العصر المغناطيسي 1945-1975
خلال العصر المغناطيسي، كانت التسجيلات الصوتية تُصنع عادةً على شريط مغناطيسي قبل نقلها إلى وسائط أخرى.
بدأت الموجة الثالثة من التطور في التسجيل الصوتي عام 1945، عندما تمكنت الدول الحليفة من الوصول إلى اختراع ألماني جديد: التسجيل بشريط مغناطيسي. اخترعت هذه التكنولوجيا في ثلاثينيات القرن الماضي، لكنها ظلت مقتصرة على ألمانيا (حيث كانت تستخدم على نطاق واسع في البث) حتى نهاية الحرب العالمية الثانية. قدم الشريط المغناطيسي قفزة كبيرة أخرى في دقة الصوت (في الواقع، أدرك مراقبو الحلفاء أولًا وجود التكنولوجيا الجديدة لأنهم لاحظوا أن جودة الصوت للبرامج المسجلة مسبقًا لا يمكن تمييزها عمليًا عن البث المباشر). منذ عام 1950 فصاعدًا، سرعان ما أصبح الشريط المغناطيسي الوسيلة القياسية للتسجيل الرئيسي للصوت في صناعات الراديو والموسيقى، وأدى إلى تطوير أول تسجيلات ستيريو عالية الدقة للسوق المحلية، وتطوير تسجيل شريط متعدد المسارات للموسيقى، وزوال القرص باعتباره وسيط إتقان أساسيًا للصوت. أحدث الشريط المغناطيسي أيضًا إعادة تشكيل جذرية لعملية التسجيل، فقد أتاح تسجيلات أطول بكثير ودقة أعلى بكثير من أي وقت مضى، وقدم لمهندسي التسجيل اللدونة الاستثنائية نفسها التي يمنحها الفيلم لمحرري السينما. يمكن للأصوات أن تلتقط على الشريط الآن، ويمكن التلاعب بها صوتيًا وتحريرها ودمجها بسهولة بطرق كانت مستحيلة ببساطة مع تسجيلات القرص.
وصلت هذه التجارب إلى ذروتها في وقت مبكر في الخمسينيات من القرن الماضي مع تسجيلات لي بول وماري فورد، اللذان كانا رائدين في استخدام تحرير الأشرطة والتتبع المتعدد لإنشاء مجموعات كبيرة «افتراضية» من الأصوات والآلات الموسيقية، التي أنشئت بالكامل من تسجيلات مسجلة متعددة. الأصوات والأدوات الخاصة. غذى الشريط المغناطيسي توسعًا سريعًا وجذريًا في تطور الموسيقى الشعبية والأنواع الأخرى، مما سمح للملحنين والمنتجين والمهندسين وفناني الأداء بإدراك مستويات التعقيد التي لم يكن من الممكن بلوغها سابقًا. أدت التطورات المتزامنة الأخرى في تكنولوجيا الصوت إلى إدخال مجموعة من التنسيقات والأجهزة السمعية الجديدة للمستهلكين، على كل من القرص والشريط، متضمنةً تطوير استنساخ القرص بنطاق التردد الكامل، والتغيير من اللك إلى بلاستيك البولي فينيل لتصنيع الأقراص، اختراع قرص 33rpm ، 12بوصة طويل التشغيل (LP) و45 rpm 7 بوصة «فردي»، إدخال مسجلات الشريط المحمولة المحلية والمهنية (التي مكنت من تسجيلات عالية الدقة للعروض الحية)، 4 خرطوشة المسار وتنسيقات الكاسيت المدمجة، وحتى لوحات مفاتيح العينات الأولى في العالم، وهي أداة لوحة المفاتيح الرائدة القائمة على الأشرطة، وهيChamberlin ، وخليفتها الأكثر شهرة، Mellotron.
العصر الرقمي
1975 إلى الوقت الحاضر(شهدت المرحلة الرابعة والحالية، العصر «الرقمي»، سلسلة من التغييرات الأسرع والأكثر إثارة وبعيدة المدى في تاريخ التسجيل الصوتي. في فترة أقل من 20 عامًا، استبدلت جميع تقنيات التسجيل السابقة بسرعة بترميز الصوت الرقمي، وكانت شركة الإلكترونيات اليابانية Sony في السبعينيات من القرن الماضي مفيدة مع المستهلك الأول (ذو الكعب العالي) لتشفير  PCM PCM-F1الذي جرى تقديمه في عام 1981 وسلسلة سريعة من عينات الصوت المنفصلة. عند تشغيلها من طريق محول من رقمي إلى تناظري، يعاد تجميع عينات الصوت هذه لتكوين تدفق مستمر للصوت. أصدِر أول ألبوم موسيقي شهير مسجل رقميًا بالكامل،Ry Cooder's Bop 'Til You Drop ، في عام 1979، ومنذ ذلك الحين، أصبح تسجيل الصوت الرقمي والاستنساخ معيارًا جديدًا على كل المستويات، من أستوديو التسجيل الاحترافي إلى المنزل.
على الرغم من ظهور عدد من الأستوديوهات «الهجينة» وتقنيات المستهلك قصيرة العمر في هذه الفترة (مثل شريط الصوت الرقمي أو DAT ، الذي يسجل عينات الإشارات الرقمية على شريط مغناطيسي قياسي)، أكدت سوني تفوق نظام التسجيل الرقمي الجديد الخاص بها من خلال إدخال، معPhilips ، القرص الرقمي المضغوط (CD). استبدل القرص المضغوط بسرعة كلًا من الألبوم 12 و7 منفردة بوصفه تنسيقًا قياسيًا جديدًا للمستهلك، ودشن حقبة جديدة من صوت المستهلك عالي الدقة.
كان المخترع الهولندي وكبير المهندسين في Philips Kees Schouhamer Immink  جزءًا من الفريق الذي أنتج القرص المضغوط القياسي عام 1980.
الأقراص المضغوطة صغيرة الحجم ومحمولة ومتينة، ويمكنها إعادة إنتاج طيف الصوت المسموع بأكمله، مع نطاق ديناميكي كبير (~ 96 ديسيبل)، ووضوح مثالي دون تشويه. نظرًا إلى أنه جرى تشفير الأقراص المضغوطة وقراءتها بصريًا، باستخدام شعاع الليزر، لم يوجد اتصال مادي بين القرص وآلية التشغيل، لذلك يمكن تشغيل القرص المضغوط الذي يُعتنى به مرارًا وتكرارًا، دون أي تدهور أو فقدان الدقة على الإطلاق. تمثل الأقراص المدمجة أيضًا تقدمًا كبيرًا في كل من الحجم المادي للوسيط وسعة التخزين الخاصة به. يمكن لـ LPs عمليًا الاحتفاظ بنحو 20-25 دقيقة من الصوت لكل جانب لأنها كانت مقيدة فعليًا بحجم القرص نفسه وكثافة الأخاديد التي يمكن قطعها، فكلما طالت مدة التسجيل، كلما اقتربت الأخاديد، وباتت الدقة الكلية أقل. من ناحية أخرى، كانت الأقراص المضغوطة أقل من نصف الحجم الإجمالي لتنسيق LP القديم 12 بوصة، ولكنها عرضت نحو ضعف مدة LP المتوسط، مع ما يصل إلى 80 دقيقة من الصوت.